# モンゴル国の教育
モンゴル国の教育（モンゴルこくのきょういく）では、モンゴル国の教育について述べる。

## 中世以前
中世以前のモンゴルでは地域の有力者やチベット仏教寺院に子供を預け、チベットの古典を学習させた。またチベット語の知識は知識人のステータス・シンボルとされ、本・筆・教師を「3つの宝」と呼んで知識過程の象徴として尊重した。

## 社会主義時代

### 概観
1921年7月に人民革命が成功し、チベット仏教は社会主義政権から無知蒙昧の象徴として目の敵にされた。
ソビエト連邦の学校教育制度が模倣され、10年制の普通教育学校が導入された。10年制とは言っても1年生から5年生・6年生から10年生に分割され、前者は教科担当制を実施しながらも学級担任による手取り足取りで、後者は学級担任制を実施しながらも教科指導中心の授業を実施した。そしてクラブ活動が行われるのも後者であった。授業のディレクターに当たるヒチェーリーン・エフレクチ（хичээлийн эрхлэгч）と呼ばれる教頭も、前者と後者別々に置かれた。
一般的に知育重視で、教師は板書して児童・生徒はそれをノートに書き写す授業（伝統的教授法）が展開された。ノートの消費量は学習量と考えられ、板書量は教師の勤務評定に使用された。
体罰の行使は日常的に行われた。担任の言うことを聞かない児童・生徒は黒板の前に引きずり出され、理由を詰問された。それでも担任に従わない者がいれば校長が呼ばれ、校長直々に詰問された。
学校教育の責任は学習指導に限定された。生活指導は家庭の責任とされ、日本で言う校外指導のようなものはモンゴルの学校では責任外とされた。

### 幼児教育
社会主義政権は女性の社会進出を保障する立場から、幼児教育を充実させた。日本で言う幼稚園と保育所の区別は無く、どちらもツェツェルレグ（цэцэрлэг）と呼ばれる教育機関に一本化された。ツェツェルレグを幼児教育機関として利用するか、託児所として利用するかは家庭の事情次第であった。モンゴル教育大学には未就学児童教育専攻が置かれたが、男子学生には門戸が開かれていなかった。

### 言語教育
1942年にモンゴル文字が廃止され、キリル文字が採用される。キリル文字を採用した表向きの理由は、ソビエト連邦を通して世界が見えるからであった。
ロシア語学習は2年生から10年生まで必修とされ、大学の卒業論文も必ずロシア語で執筆しなければならないとされた。つまりロシア語を知らなければ出世は不可能であった。ロシア語以外の外国語学習が禁止された訳では無かったが、外国語教育機関は国立とされ、社会主義政権はモンゴル国内にロシア語教育機関しか開設しなかった。ロシア語以外の外国語学習は海外留学するしか無く、代わりに社会主義政権はロシア語単科大学（現人文大学）を開設した。
1975年にモンゴル国立大学にて、初めて副専攻で日本語教育が開講された。1992年2月の民主化以降爆発的に拡大しており、モンゴル国における日本語学習者数は以下のように変遷している。2006年現在モンゴルは国民人口当たりの日本への留学率で世界一となっている（モンゴル日本語教育振興協会調べ）。
- 1990年：66人
- 1993年：756人
- 1998年：2873人
- 2003年：9080人

（国際交流基金）

### 歴史教育
社会主義時代はチンギス・カンは1行も教えられなかった。代わりにマルクス・レーニンの古典や、党史が教えられた。

## 民主化以降

### 概観
1990年3月の民主化運動によってモンゴル人民革命党は党の指導性を放棄し、教育現場でも社会主義色を一掃する試みが始まった。しかし社会主義時代以来の権威主義的体質は変わらず、体罰の行使・児童及び生徒を服従させる手段としての黒板前への引きずり出しは依然として行われている。社会主義に不満だった階層は、子供が不当に体罰を受けた場合は教師に抗議するなどを始めているが、日本で言うPTAのような圧力団体は発足していない。
また社会主義時代に正規の学校教育を受けた階層も、1991年12月のソビエト連邦の崩壊で事業所の閉鎖が相次ぎ、失業を余儀無くされている。父親が失業している場合は子供は学校に通えず、新聞売りやバスの車掌などをして家計を助ける場合が多い。モンゴルの学校教育法では義務教育相当年齢にある者（16歳未満）は学業に専念する義務があり、就労してはならないと定めているが、守られていない。
高所得層は子供を私立10年制学校に通わせる傾向がある。入学試験のある学校は少なく、授業料を納入すれば入学でき、公立学校と私立学校を行ったり来たりする者もいる。高額の授業料は高品質の授業内容への対価だが、英語が初級の教師が平然と英語教師を行っている場合も少なくない。

### 脱ロシア化の努力
1992年に国民大会議はモンゴル文字の復活を決定したが、モンゴル文字を廃止してから50年が経過した為に即時復活は不可能であった。国民大会議は「モンゴル文字の復活は次世代に任せる」と軌道修正し、現在教育現場で週1時間のモンゴル文字教育が精力的に行われている。児童・生徒の間でも、モンゴル文字の読み書きができる事が1つのステータスになっている。
1999年までロシア語学習は必修であったが、同年に選択に格下げされ、代わりに英語が必修教科となった。貧困から脱出するには外国語の知識が不可欠との意識が強く、日本語・朝鮮語を教える学校や外国語教育を看板にする私立10年制学校も多い。またチンギス・カンは国民統合の象徴とされており、韓国人漫画家の監修の下でチンギス・カンの生涯を描いた国策漫画も制作されている。

### 教員の待遇
10年制学校の教員や警察官の月給は日本円にして7000円が相場で、しかも前半と後半に分けて支払われる場合が多い。なお教員は安月給の象徴であり、離職率も高い。また公立10年制学校の教員は法律に抵触でもしない限り解雇されることは無いが、サービス業の色彩の強い私立10年制学校の教員は、児童・生徒や保護者から評判が悪いだけでも解雇される。

### 学術水準の問題
モンゴルの大学院は先進国の大学院から学歴として認定されない場合が多い。論文を他人に代筆させた者・研究ノート程度の論文で学位を認定された者が後を絶たず、大学院の学術水準が疑問視されているのである。
現在では日本の文部科学省は、モンゴルの大学院修了者の経歴を学歴と認めるか否かについて、「各大学院の判断」との見解を示しているが、モンゴルの最高学府とされるモンゴル国立大学で博士号を取得した者でさえ、日本に留学したら修士課程からやり直しさせられる場合がある。現在日本の文部科学省とモンゴル文部省の間で、モンゴルでの大学院経歴を学歴として認定するよう協議が進んでおり、近い将来日本人のモンゴル留学は意味あるものになると思われる。
学術水準の問題から高所得者層は子供を国内の大学に進学させず、学部段階から海外留学させる者が多い。

### 首都と牧村の教育格差
首都の生活水準が際立っており、地方の生活水準が劣悪であるのは開発途上国共通の悩みである。モンゴルも例外では無く、ウランバートルの子供たちは牧村の子供たちを情報量の差故に、まるで外国人のようだと語る。ウランバートルの特に富裕層には先進国の情報がダイレクトに入り、先進国の子供と意識を共有しているのである。現在ウランバートルと地方の教育格差を是正する法律の整備が進められている。

## モンゴルの大学
社会主義時代以来の伝統ある国立大学もあるが、民主化以降ビジネスの一環として開学された私立単科大学も多い。日本語教育はそうした私立単科大学でかなりの部分を担っている。モンゴル文部省は、社会主義崩壊直後は開学申請をほぼ無審査で認めていたが、落ち着きを見せ始めた現在では、開学申請があるとそれなりの審査を行っている。なお以下の大学が該当する。
- モンゴル国立大学
- ウランバートル大学
- 人文大学
- モンゴル教育大学
- モンゴル文化教育大学
- モンゴル科学技術大学
- モンゴル工業技術大学
- モンゴル金融経済大学

## モンゴルの日本式高等専門学校
1990年代以降のモンゴルでは、母国の産業発展に貢献しようと多くの若者が日本の高等専門学校に留学した。その中には、仙台電波工業高等専門学校を卒業し、文部科学省 (モンゴル)大臣になったロブサンニャム・ガントゥムルなどもいる。その様なことからモンゴルで日本の高等専門学校教育を導入する機運が高まり、2009年に日本の高等専門学校関係者などが「モンゴルに日本式高専を創る支援の会」を設立し、2014年にウランバートルにモンゴル科学技術大学付属高専、私立の新モンゴル高専、モンゴル工業技術大学付属高専が開校した。モンゴルの高等専門学校卒業生は、日本企業に就職したり、日本の高等専門学校専攻科や日本の大学に留学する人もいる。モンゴルの高等専門学校の教育課程は基本的に日本の高等専門学校と同じであり、また日本語教育にも力を入れ、2019年と2020年の卒業者240人中、59人が日本で就職している。品川区は2017年から区内の製造業がモンゴルの高等専門学校生をインターンシップで受け入れる事業を行っており、千葉商工会議所も2021年から同様の取り組みを始める。国立高等専門学校機構は、2016年にウランバートルにリエゾンオフィスを開設し、モンゴル語の教材作成や教員研修などの支援を実施、日本企業への就職を希望するモンゴルの高等専門学校生を支援したり、日本の高等専門学校生を対象に開催している「ディープラーニングコンテスト」へのモンゴルの高等専門学校合同チームの参加も後押しした。国立高等専門学校機構理事長の谷口功は、「実験・実習の面では設備などに改善の余地はあるが、もともと真面目な学生が多く、いい人材が育っている」と述べている。

## 外国人向けモンゴル語学校
- ノムエフ